# Aaron Miles
Aaron Marquez Miles, (nacido el 13 de abril de 1983 en Portland, Oregón) es un exjugador y entrenador de baloncesto estadounidense. Con 1.86 de estatura, su puesto natural en la cancha era el de base. 

## Trayectoria
Jugador
- Golden State Warriors (2005-2006)
- Fort Worth Flyers (2005-06)
- Pau-Orthez (2006-2007)
- CB Sevilla (2007-2008)
- Panionios BC (2008-2009)
- Aris Salónica BC (2009-2010)
- Reno Bighorns (2010-2011)
- Krasnye Krylya Samara (2011-2014)
- Lokomotiv Kuban (2014-2015)

Entrenador
[actualizar]